# Église San Francesco di Paola de Venise
Pour les articles homonymes, voir Église Saint-François-de-Paule.
L'église San Francesco di Paola (en français : Saint-François-de-Paule) est une église catholique située à Venise, en Italie et consacrée en 1619.

## Localisation
L'église San Francesco di Paola est située dans le sestiere de Castello, le long de la via Garibaldi, qui est la seule rue de Venise.  

## Historique
Par disposition testamentaire de Bartolomeo Querini, évêque de Castello, a été érigé en 1291 un hôpital, à côté duquel a été construit en 1296 un oratoire dédié à San Bartolomeo (Saint-Barthélemy). 
En 1588, l'hôpital a été accordé à l'ordre des Minimes, venu en cette année à Venise pour propager leur religion.
Ils le transformèrent en couvent et sur les ruines de l'oratoire construisirent une église. Elle a été consacrée en 1619, sous le nom de Saint-Barthélemy et de Saint-François de Paule.
La propriété fut reversée à l'État le 27 juin 1806, en exécution du Décret Royal du 8 juin 1805 ; la communauté fut concentrée à la suite du décret du 28 juillet 1806 à Saint-François à Vérone.

## Description
La façade de l'église est de type classique avec un tympan triangulaire. Les colonnes sont coiffées de chapiteaux corinthiens.
On trouve sur la façade une horloge indiquant l'heure de la mort du Saint 
On trouve sculpté sur le fronton de la porte principale, au centre d'un soleil flamboyant la devise de l'Ordre des Minimes : CHARITAS. 
A l'intérieur, on ne trouve qu'une nef ; bien que rénovée au XVIIe siècle, l'église a gardé ses caractéristiques d'origine. Elle mesure 39m de long pour 18 de large. 
On y trouve 11 autels décorés de nombreux tableaux illustrant la vie et les miracles de saint Francois de Paule. Parmi eux, on retiendra : 
- Le Saint ressuscite un enfant, 1748, G.F. Soliman
- Libération d'un possédé, 1748, Giandomenico Tiepolo
- La Vierge, Saint Jean l'Evangéliste et figures de donateurs, Palma le Jeune.
- Saint François ressuscite Tommaso di Ture, son disciple, écrasé par un arbre, 1746, Vincenzo Canal

Le plafond de l'église est entièrement peint d'œuvres de la fin du XVIe siècle représentant des épisodes bibliques et des miracles du Saint.